# Vása Kilaníou
Vása Kilaníou (grec moderne : Βάσα Κοιλανίου) est un village de Chypre de plus de 163 habitants.